# Выборы губернатора Рязанской области (2012)
Выборы губернатора Рязанской области в соответствии с решением Совета Федерации состоялись в единый день голосования 14 октября 2012 года.
Это первые прямые выборы губернатора Рязанской области после 8 лет назначений руководителей субъектов Федерации Президентом России. Предвыборная кампания имела самый высокий в 2012 году, конкурс на должность — 10 кандидатов, впоследствии шесть кандидатов были исключены из списков по различным причинам.
Согласно постановлению Рязанской областной избирательной комиссии, избранным на должность губернатора Рязанской области стал Олег Иванович Ковалёв, набравший в первом туре 64,43 % голосов избирателей.

## Законодательство
1 июля 2012 года в России вступил закон, возвращающий прямые выборы глав субъектов Федерации. Однако вместе с законом был введён «муниципальный фильтр», согласно которому всем кандидатам на пост главы субъекта Федерации необходимо собрать в свою поддержку от 5 до 10 % подписей от общего числа муниципальных депутатов и избранных на выборах глав муниципальных образований, в числе которых должно быть от 5 до 10 депутатов представительных органов муниципальных районов и городских округов и избранных на выборах глав муниципальных районов и городских округов.
Избирательная комиссия Рязанской области, в соответствии с региональным Избирательным кодексом путём расчёта постановила, что для поддержки выдвижения кандидата на должность губернатора необходимо собрать минимум 238 подписей (из 241 возможных), в 22-х районах и городских округах Рязанской области.
Избирательная кампания кандидатов проходила с 15 июля по 24 августа 2012 года. Сбор подписей завершился 29 августа, к этой-же дате закончилось формирование избирательных участков. Окончательный список кандидатов в губернаторы определился к 8 сентября
.
Согласно законодательству Рязанской области избираться на пост губернатора может гражданин Российской Федерации не моложе 30 лет, выдвинутый политической партией или самовыдвиженец, собравший в свою пользу не менее 7 % голосов депутатов и глав муниципальных образований, не менее чем из 22-х муниципальных образований Рязанской области.

## Хронология
- 1 июля 2012 — вступил в силу закон, возвращающий прямые выборы глав субъектов Федерации.
- 11 июля 2012
  - действующий губернатор Рязанской области, Олег Ковалёв подал в отставку, сохранив при этом должность временного исполняющего обязанности губернатора.
  - Рязанская областная Дума большинством голосов назначила выборы губернатора на 14 октября, при этом 3 депутата от КПРФ голосовали против.
- 13 июля — Избирательная комиссия Рязанской области установила минимальное количество подписей, необходимых для выдвижения кандидатов — 238 из 241 возможных.
- 14 июля — начала работу избирательная кампания по выборам губернатора Рязанской области.
- 15 июля — первый день выдвижения кандидатов в губернаторы.
- 20 июля — праймериз Общероссийского народного фронта выдвинул Олега Ковалёва в кандидаты.
- 21 июля — партия КПРФ выдвигает в кандидаты Владимира Федоткина.
- 22 июля — партия ЛДПР выдвигает в кандидаты Александра Шерина.
- 24 июля
  - 1-й этап предварительного голосования партии «Единая Россия» в Рязани. Лидирует Олег Ковалёв
  - Партия «Правое дело» выдвигает в кандидаты Александру Перехватову.
- 25 июля — «Партия Пенсионеров России» выдвигает в кандидаты Светлану Косареву.
- 26 июля
  - 2-й этап предварительного голосования партии «Единая Россия» в Скопине.
  - Партия «Новая Россия» выдвигает в кандидаты Олега Нагибина.
- 28 июля — кандидатом от партии «Единая Россия» становится Олег Ковалёв.
- 2 августа — партия «Справедливая Россия» выдвинула в кандидаты Владимира Крымского.
- 3 августа — партия «Патриоты России» выдвинула в кандидаты Игоря Морозова.
- 14 августа — Игорь Морозов предложил себя в качестве единого кандидата от оппозиции.
- 19 августа — партия «Яблоко» выдвинула в кандидаты Романа Сивцова.
- 29 августа — избирательная комиссия Рязанской области зарегистрировала семь кандидатов из десяти. Владимиру Крымскому и Роману Сивцову не удалось преодолеть муниципальный барьер, Пётр Самодуров для сдачи подписей не явился.
- 13 сентября — кандидат от партии «Патриоты России» Игорь Морозов снял свою кандидатуру в пользу Олега Ковалёва. Предвыборную гонку продолжат шесть участников.
- 15 сентября — начало предвыборной кампании.
- 27 сентября — закончена печать избирательных бюллетеней.
- 2 октября — Олег Нагибин, кандидат от партии «Новая Россия» снял свою кандидатуру в пользу Олега Ковалёва.
- 5 октября — Светлана Косарёва, кандидат от партии пенсионеров России снялась с выборов рязанского губернатора в пользу Олега Ковалёва.
- 14 октября
  - 8:00 — на территории Рязанской области открылись 1062 избирательных участка, в том числе 10 временных — на предприятиях непрерывного производства в Рязани и Касимове и 3 именных участка.
  - 11:10 — в Рязани на улице Дзержинского загорелся легковой автомобиль. Хотя первоначально, происшествие связывали с выборами, впоследствии стало понятно, что возгорание произошло по причине короткого замыкания и инцидент не является провокацией[5][6].
  - 11:48 — на заместителя главы администрации города Скопин Александра Бокова совершено нападение. По словам пострадавшего, он направлялся в территориальную избирательную комиссию Скопина в качестве члена комиссии с правом совещательного голоса. Недалеко от входа в администрацию был припаркован автомобиль Toyota Land Cruiser с номерами тульского региона. На тротуаре возле машины стояла группа из четырёх-пяти человек, миновать которую было невозможно, кроме как пройти сквозь неё. Проходя, Боков, по его словам, задел одного из стоявших плечом и возмутился, зачем они встали так, что нельзя даже пройти. В ответ человек из группы ударил его по лицу. Нападавшие являлись зарегистрированными наблюдателями от кандидата в губернаторы Владимира Федоткина.
  - 13:33 — кандидат в губернаторы Рязанской области Владимир Федоткин после посещения нескольких избирательных участков в Рязани лично принёс в областную избирательную комиссию несколько жалоб[7].
  - 20:00 — все избирательные участки были закрыты, начался подсчёт голосов.
  - 21:30 — Владимир Федоткин направил в избирком ещё три жалобы. Одна из них касается взятия под стражу одного из наблюдателей от Федоткина.
  - 22:45 — в штабе Олега Ковалёва начали праздновать победу.
- 15 октября — подведены официальные итоги выборов. Победу одержал действующий губернатор Олег Ковалёв, набрав 64,43 % голосов избирателей.
- 18 октября — на заседании избирательной комиссии состоялась регистрация победившего кандидата. Ковалёву вручили удостоверение губернатора Рязанской области.
- 19 октября — в Рязанском государственном театре драмы состоялась инаугурация избранного губернатора.

## Кандидаты

### Единая Россия
Кандидат: Олег Ковалёв

Участвует в выборах: да

Лозунг: «Не останавливаться на достигнутом!»
Фракция «Единая Россия» выбирала кандидата на губернаторское кресло из 8 депутатов, принявших участие в предварительном голосовании:
- Андрей Глазнов (самовыдвижение) — депутат Рязанской областной Думы, секретарь местного отделения партии «Единая Россия» Октябрьского округа города Рязани;
- Наталья Гришина (выдвинута Рязанским областным советом женщин России) — директор Рязанской областной универсальной научной библиотеки имени Горького, председатель регионального отделения «Союз женщин России»;
- Олег Ковалёв (выдвинут ОНФ, областными отделениями «Молодёжного совета», «ДОСААФ России», общества ветеранов «Боевое братство» и «Российского союза молодёжи») — временный исполняющий обязанности губернатора Рязанской области, губернатор Рязанской области в 2008—2012 годах, назначенный Президентом России;
- Михаил Крылов (самовыдвижение) — депутат Рязанской областной Думы;
- Лариса Максимова (выдвинута РО «Всероссийский совет местного самоуправления») — председатель Рязанской городской Думы V созыва;
- Виктор Молотков (самовыдвижение) — председатель Шацкой районной Думы, секретарь местного отделения партии «Единая Россия» Шацкого района;
- Сергей Сальников (самовыдвижение) — депутат Рязанской областной Думы, генеральный директор ООО «ОКА Агро»;
- Владимир Юдин (выдвинут Ро «Ассоциации организаторов здравоохранения Рязанской области») — заместитель главного врача Рязанской областной клинической больницы.

Каждый из депутатов принял участие во встречах-голосованиях на двух площадках — в 24 июля Рязани и 26 июля — в Скопине, на которых лидировал Ковалёв с общим числом в 791 голос. Два других лидера: Виктор Молотков и Лариса Максимова получили 416 и 346 голосов соответственно.
28 июля, на завершающей конференции партии кандидатура Ковалёва была официально представлена общественности.
В случае победы на выборах, временный и. о. губернатора Олег Ковалёв пообещал «изменить структуру Правительства», призвав в него «молодых, высокообразованных и талантливых людей» и отправив при этом «неэффективных бояр» в отставку.

### Коммунисты России
Кандидат: Пётр Самодуров

Участвует в выборах: нет
19 августа кандидатом от партии «Коммунисты России» стал первый секретарь рязанского отделения партии, 30-летний Пётр Самодуров.
Самодуров не явился для сдачи подписей в избирательную комиссию. Его кандидатура была снята с выборов.

### КПРФ
Кандидат: Владимир Федоткин

Участвует в выборах: да

Лозунг: «Сам не ворую — и другим не позволю!»
Фракция КПРФ 21 июля первыми из остальных определилась с кандидатом. Им стал действующий первый секретарь областного комитета партии и депутат Государственной Думы РФ — Владимир Федоткин. Кандидатура Федоткина была поддержана единогласно на областной конференции партии, а также рекомендована центральным комитетом КПРФ. Областной комитет партии также не отказался от участия в выдвижении единого кандидата от оппозиции.
В случае победы на выборах, Владимир Федоткин пообещал, что сформированное им Правительство будет открыто для других партий — «Они смогут войти в состав правительства — работы для всех хватит».

### ЛДПР
Кандидат: Александр Шерин

Участвует в выборах: да

Лозунг: «Верну область людям!»
ЛДПР стала второй партией, определившей кандидата в губернаторы. За действующего координатора Рязанского отделения партии — Александра Шерина проголосовало 44 человека из 47 возможных, причём 2 бюллетеня оказался испорченными, один человек проголосовал против. Перед региональным выдвижением кандидатура Шерина прошла проверку в Высшем совете партии.
Фракция не была готова поддержать единого кандидата от оппозиции пояснив, что «никто ни за кого не отвечает в групповухе», и выдвижение единого кандидата — это «удобный способ уйти от ответственности».

### Новая Россия
Кандидат: Олег Нагибин

Участвует в выборах: нет
Пятой партией, определившейся с кандидатом на должность губернатора стала Новая Россия. На региональной конференции партии 26 июля голосование выиграл главный врач рязанской городской поликлиники № 2 Олег Нагибин, выдвинутый единогласно.
Нагибин заявил, что «У меня достаточное количество контактов во всех муниципальных образованиях, я со сдержанным оптимизмом смотрю на сбор подписей. Могу уверенно говорить, что до 29 августа мы соберем необходимое количество подписей и сдадим их в облизбирком», а также посоветовал «тем депутатам, которые сидят на Охотном ряду и рассуждают о муниципальном фильтре, что его невозможно пройти — поменьше сидеть на Охотном ряду, а побольше ездить в районы и встречаться с людьми».
Олег Нагибин оказался вторым кандидатом после Морозова, 2 октября снявшим свою кандидатуру в пользу Олега Ковалёва. В своём интервью, Нагибин признался, что «это было непростое решение, основанное на мнении руководства моей партии и на анализе электоральной ситуации. Я вижу единственного кандидата, вокруг которого необходимо консолидировать все усилия, с тем, чтобы не разбивать электоральную поддержку. Это Олег Иванович Ковалёв».

### Партия пенсионеров России
Кандидат: Светлана Косарева

Участвует в выборах: нет
«Партия Пенсионеров России» — «Союза пенсионеров России»: четвёртой определилась с кандидатом. Им стала начальник клепиковского районного отделения Пенсионного Фонда РФ Светлана Косарева, утверждённая на общем собрании партии 25 июля.
5 октября Косарёва снялась с выборов рязанского губернатора в пользу Олега Ковалёва.

### Патриоты России
Кандидат: Игорь Морозов

Участвует в выборах: нет
Седьмой партией, выдвинувшей кандидаты стала фракция «Патриоты России». Кандидатом от фракции был определён лидер регионального отделения партии, бывший полковник внешней разведки Игорь Морозов, который в 2001—2003 году представлял Рязанскую область в Совете Федерации, а в 2004 году уже баллотировался на выбору губернатора Рязанской области, проиграв при этом своему главному оппоненту — Георгию Шпаку.
По заявлению заместителя председателя партии, Надежды Корнеевой «После длительного управления в области варягами важно, чтобы губернатором области стал рязанец. Сейчас наши элиты расколоты, пришлые чиновники в развитии области не заинтересованы, они только решают свои личные проблемы, а Рязань от этого страдает».
14 августа Игорь Морозов предложил себя в качестве единого кандидата от оппозиции.
11 сентября Морозова увольняют с должности руководителя Россотрудничества, в которой он пребывал четыре года. По словам RBK Daily эксперты не исключали вероятности второго тура между Ковалёвым и Морозовым, однако уже 13 сентября партия «Патриоты России» неожиданно сняла кандидатуру Морозова в пользу Олега Ковалёва.

### Правое дело
Кандидат: Александра Перехватова

Участвует в выборах: да
Третьей партией, определившейся с кандидатом стала фракция «Правое дело», выдвинувшая 24 июля на выборы губернатора председателя областного отделения партии, Александру Перехватову. Она также заявила, что не намерена сниматься с выборов ради единого кандидата от оппозиции.

### Справедливая Россия
Кандидат: Владимир Крымский

Участвует в выборах: нет
«Справедливая Россия» шестой выдвинула кандидата — генерал-майора, командующего Рязанским училищем ВДВ и действующего депутата Рязанской областной Думы V созыва Владимира Крымского. Согласно информации с официального сайта, кандидатуру Крымского готовы поддержать 257 депутатов.
В случае победы Крымский стал бы вторым после Георгия Шпака «военным» губернатором Рязанской области, связанным с ВДВ.
29 августа Крымский явился в избирательную комиссию Рязанской области и заявил, что не собрал необходимое количество подписей, тем самым сняв свою кандидатуру с выборов.

### Яблоко
Кандидат: Роман Сивцов

Участвует в выборах: нет
Яблоко стало седьмой партией, выдвинувшей кандидата на выборы. Кандидатом был выбран заместитель главного редактора рязанского отделения «Новой газеты» — Роман Сивцов. Роман рассказал, что «Участие в выборах, по сути, является продолжением моей 17-летней журналистской работы, которая напрямую связана с антикоррупционной деятельностью».
Роману Сивцову не удалось преодолеть муниципальный барьер, его кандидатура была снята с выборов.

### Единый кандидат от оппозиции
Кандидат: нет

Участвует в выборах: нет
Непосредственно перед регистрацией различными партиями выдвигалась идея участия в выборах единого кандидата от оппозиции. Среди партий, поддерживающих объединение были КПРФ, Патриоты России, Правое дело, Справедливая Россия. Наиболее вероятными кандидатами озвучивались Владимир Федоткин, Игорь Морозов, Александра Перехватова и Владимир Крымский. Однако впоследствии партиям не удалось договориться, и единый кандидат так и не был выдвинут.

## Прогнозы
По словам RBK Daily эксперты, опрошенные ими не исключали вероятности второго тура между Ковалёвым и Морозовым, пока 13 сентября кандидатуру Морозова не была снята в пользу Ковалёва.
После снятия кандидатуры Морозова главным оппонентом действующего губернатора стал считаться коммунист Владимир Федоткин. Учитывая то, что Рязанская область традиционно является одним из «красных» регионов страны, политологи не исключают победы Федоткина и КПРФ.
Заведующий кафедрой социологии Рязанского госуниверситета имени Есенина, директор Центра социологических исследований Владимир Горнов считает, что победа действующего губернатора Олега Ковалёва вполне предсказуема. По его словам, больший процент Ковалёв получит в области, меньший — в Рязани. Согласно Горнову, Ковалёв наберёт не менее 54 % голосов, основной конкурент Владимир Федоткин — 20 % «с хвостиком».

## Избирательная кампания
Активную избирательную кампанию вели четыре кандидата — Олег Ковалёв, Владимир Федоткин, Александр Шерин и Александра Перехватова. Все четверо участвовали в дебатах, однако вместо самого Ковалёва на прениях присутствовали его доверенные лица. Остальные кандидаты ещё до процедуры снятия практически не вели каких-либо активных действий.
Акций чёрного пиара, в отличие от предыдущих выборов замечено не было.

## Ход выборов
Выборы губернатора Рязанской области проводились в единый день голосования, 14 октября 2012 года с 8:00 до 20:00 по московскому времени. Вместе с выбором высшего должностного лица в 6 районах области выбирали 8 глав муниципальных образований и депутатов законодательного собрания в 6 сельских поселениях.
Всего на территории области открылось 1062 избирательных участка, на 1054 была организована система видеонаблюдения. Окончательная явка составила 43,67 %, благодаря чему выборы были признаны состоявшимися. Самый высокий процент явки зафиксирован в городе Сасово (76,04 %) и Александро-Невском районе (73,2 %), самая низкий — в Ряжском районе (35,92 %).
На выборах присутствовало 2987 наблюдателей, в том числе международные комиссии и журналисты зарубежных телеканалов. В день голосования в избирательную комиссию поступило 33 жалобы. Серьёзных нарушений и провокаций зафиксировано не было.

## Итоги выборов
Итоги выборов были подведены в полдень, 15 октября 2012 года. На состоявшейся пресс-конференции в Рязанской областной избирательной комиссии было объявлено имя избранного губернатора области. Им стал О. И. Ковалёв.
| Место | Фотография | Кандидат                                      | Всего голосов | Всего голосов | Максимум голосов                           | Минимум голосов                            |
| ----- | ---------- | --------------------------------------------- | ------------- | ------------- | ------------------------------------------ | ------------------------------------------ |
| 1     |            | Олег Иванович Ковалёв Единая Россия           | 268661        | 64.43 %       | г. Сасово (90,57 %)                        | г. Рязань, Железнодорожный округ (48,96 %) |
| 2     |            | Владимир Николаевич Федоткин КПРФ             | 91416         | 21.92 %       | г. Рязань, Железнодорожный округ (33,37 %) | г. Сасово (6,44 %)                         |
| 3     |            | Александр Николаевич Шерин ЛДПР               | 37560         | 9.01 %        | г. Рязань, Московский округ (12,81 %)      | г. Сасово (2,12 %)                         |
| 4     |            | Александра Викторовна Перехватова Правое дело | 12427         | 2.98 %        | г. Рязань, Московский округ (4,04 %)       | г. Сасово (0,49 %)                         |

## Оценки выборов

### СМИ
По оценкам Firstnews со ссылками на неназванные источники в федеральных структурах и региональных администрациях, а также среди политтехнологов, эксперимент в Рязанской области (с отставкой губернатора и его последующим переизбранием на досрочных выборах) признан удачным: «В Рязани прошли торги с реальным конкурентом, практика показала, что переизбраться без особых скандалов может даже непопулярный глава», что может повлечь серию перевыборов в ряде регионов по аналогичному сценарию: «У многих, в том числе и у глав, есть ощущение, что рейтинг партии власти будет снижаться, и нужно выходить на выборы, пока, что называется, не началось. До половины губернаторов хотело бы досрочных выборов, а сейчас их дополнительно мотивировал успех Ковалёва и Денина».

### КПРФ
Кандидат от коммунистической партии Владимир Федоткин на пресс конференции по итогам кампании выступил с резкой критикой выборов, заявив что партия «не признаёт данные выборы, они не легитимные, незаконные, будем подавать в суд». Федоткин также перечислил список нарушений, которые были зафиксированы со стороны наблюдателей от КПРФ: массовые вбросы бюллетеней, удаление с участков наблюдателей, неправильно настроенные веб-камеры и т. д.
Кроме того, по словам Федоткин партия внедрила в круг «карусельщиков» своих товарищей, чтобы понять механизм «карусели» изнутри. По его словам «карусельщикам было предоставлено 600 легковых автомобилей, участники „акции“ получали sms с указаниями места, номера участка и даже стола, к которому необходимо подходить. Фальсификаторы ставили в бюллетенях не галочки, а использовали специальные символы: точки, сетки, многоточия, знаки бесконечности». Владимир Федоткин также добавил, что ему «жаль Рязань» и что «выборы разъединили народ».

### Олег Ковалёв
В избирательном штабе Олега Ковалёва праздновать победу на выборах начали ещё в ночь с 14 на 15 октября 2012 года. На следующий день, в понедельник вечером на площади Победы в Рязани прошла акция регионального отделения «Единой России» по итогам губернаторских выборов. Олег Ковалёв поблагодарил избирателей и заявил, что «в ближайшие пять лет золотых гор не обещаю, но заверяю, что буду трудиться над тем, чтобы реализовать то, что обещал».
На брифинге 16 октября Олег Ковалёв охарактеризовал прошедшие выборы как «самые чистые и спокойные за прошедшие годы». Такому проведению выборов по его мнению, способствовала низкая явка избирателей, которая, тем не менее, соответствует подобной явке в других субъектах Федерации. Он также признал наличие нарушений в ходе голосования, но оценил их как неспособные повлиять на результат. Избранный губернатор также отметил, что более высокой явке на селе способствует то, что «селяне более восприимчивы к добрым делам», город же по его мнению «более скептичен по отношению к благим переменам».
После победы на выборах Ковалёва поздравили премьер-министр России, Дмитрий Медведев, спикер Совета Федерации Валентина Матвиенко, председатель Счетной палаты РФ Сергей Степашин, а также несколько министров.

## Критика

### Проблемы со сбором подписей
При сборе подписей, необходимых для участия в выборах некоторые кандидаты столкнулись с серьёзными проблемами. Например, главы районов заявляли, что все депутаты уже отдали свои подписи и свободных нет. В то же время кандидат в губернаторы Рязанской области Олег Ковалёв собрал в свою поддержку уже 1530 подписей из 3282 возможных вместо необходимых 230 подписей, чем лишил возможности собирать подписи остальных кандидатов. Кандидат от «Справедливой России», Владимир Крымский также жаловался в СМИ на препятствия в получении подписей.
17 августа партия ЛДПР провела в Рязани митинг против беспредела по сбору подписей на выборах губернатора Рязанской области. Один из лозунгов был обращен к председателю Избирательной комиссии Рязанской области Г. М. Муравьевой — «Муравьева, прекратите беспредел при сборе подписей!»
29 августа стало известно, что как минимум двум кандидатам — Владимиру Крымскому и Роману Сивцову не удалось собрать необходимое количество подписей.

## Нарушения
В избирательную комиссию Рязанской области поступило 82 жалобы. 49 жалоб были отправлены во время предвыборной кампании и около 80 % из них касались нарушений условий предвыборной агитации. 33 жалобы поступили непосредственно в день голосования.

### При сборе подписей
По обращению «Новой Газеты» в ходе проведенной прокуратурой проверки установлен факт нарушения избирательного законодательства в пользу действующего временного исполняющего обязанности губернатора Олега Ковалёва. Ковалёв, вместо положенных 241 подписи сдал 1530, что составило половину из возможных депутатов и глав муниципальных образований Рязанской области, тем самым значительно затруднив проведение подобной процедуры другими кандидатами.

### Со стороны СМИ
Ещё до начала официальной агитации, печатными изданиями «Вечерняя Рязань» и «Новая газета» был выпущен ряд статей, содержащих информацию в явную поддержку Игоря Морозова. При этом также присутствовали статьи против действующего и. о. губернатора Ковалёва, с обвинениями, не подкреплёнными источниками. В частности, действующую администрацию и самого Ковалёва в статьях именовали «пришельцами» и «варягами». Жалобы на СМИ были направлены жителями области в избирательную комиссию, которая в свою очередь рассмотрев их признала нарушения, и отправила в Роскомнадзор представление о принятии установленных законом мер.

### При подготовке выборов
Сотрудники Касимовской ЦРБ обязаны голосовать за Олега Ковалёва не на своих избирательных участках, а явиться для выборов в ЦРБ. По данным «Новой газеты», та же ситуация происходит и других медицинских учреждениях Рязанской области. В Рязанской городской больнице № 11 медперсонал так же «просят» голосовать по месту работы за действующего губернатора области, о чём врачи сообщили в социальных сетях.
Три кандидата в ходе предвыборной кампании сняли свои кандидатуры в пользу действующего и. о. губернатора Олега Ковалёва, при этом агитируя своих сторонников голосовать за него. Двое из покинувших предвыборную гонку — Олег Нагибин и Светлана Косарева появились в официальных агитационных материалах Ковалёва. Хотя снятие кандидатуры с выборов в пользу оппонента не является нарушением, сам факт такого действия может означать, что снятие кандидатуры и агитация за оппонента планировалось изначально, при подготовке предвыборной кампании.

### При проведении выборов
По словам кандидатов Владимира Федоткина и Александра Шерина на выборах присутствовал проверенный метод «карусели» — многие фамилии избирателей присутствовали в контрольных листах различных участков. Заместитель председателя Рязанской избирательной комиссии Владимир Грачёв также отметил, что «по просторам Рязанской области колесит автомобиль с людьми, которые голосуют по несколько раз».
Владимир Федоткин, а также некоторые избиратели жаловались на то, что веб-камеры, смонтированные на избирательных участках, были повёрнуты таким образом, что в объектив попадали пол, окна, группа наблюдателей, но не члены избирательной комиссии и урны. На некоторых участках камеры не работали вообще.
Кроме того, в городах области можно было наблюдать рекламные плакаты и баннеры с агитационными материалами, которые не были сняты ни в день тишины, ни в день голосования — 14 октября.